# Otto Herzog (Politiker, 1900)

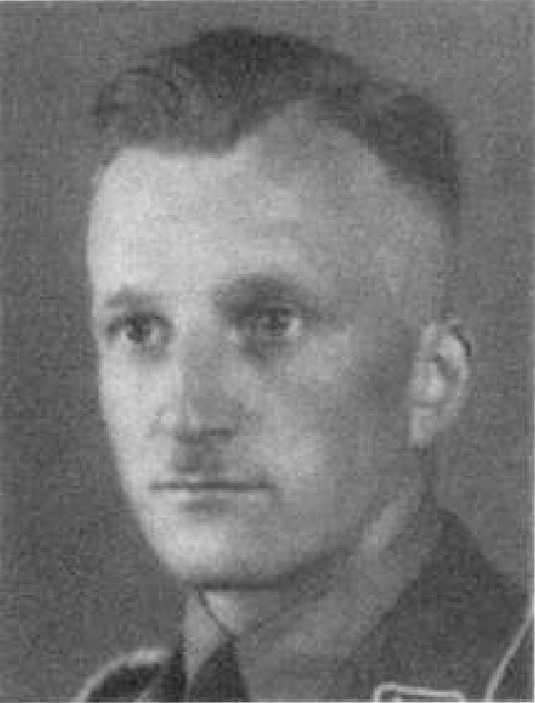
Otto Herzog

Otto Friedrich Herzog (* 30. Oktober 1900 in Zeiskam; † 6. Mai 1945 in Breslau) war ein deutscher Politiker, Reichstagsabgeordneter der NSDAP und SA-Obergruppenführer.

## Leben
Einer kleinbürgerlichen Familie entstammend, begann Herzog nach dem Besuch der Volksschule und der Fortbildungsschule im Dezember 1916 in Landau eine Lehre im Handel, wechselte jedoch am 1. Juni 1917 an die Unteroffiziersschule in Fürstenfeldbruck. Nach dem Ende des Ersten Weltkriegs schloss sich Herzog dem Freikorps Epp an, mit dem er an der Niederschlagung der Münchner Räterepublik beteiligt war. Nach der Auflösung des Freikorps wurde Herzog von der Reichswehr übernommen, bei der er Unteroffizier im Schützen-Regiment 41 war. Herzog war Mitglied des Wehrverbandes Reichskriegsflagge und am Hitlerputsch im November 1923 beteiligt. Als Putschbeteiligter wurde er im Dezember 1923 aus der Reichswehr entlassen. Vermutlich stand Herzog schon zu dieser Zeit in Verbindung zur NSDAP. Von 1924 bis 1929 arbeitete er als kaufmännischer Gehilfe. 1930 heiratete Herzog; aus der 1938 geschiedenen Ehe ging ein Kind hervor.
Herzog trat zum 21. Juni 1926 in die NSDAP ein (Mitgliedsnummer 38.960). Seit 1927 lebte er im Land Oldenburg, wo er die NSDAP-Ortsgruppe Varel führte. 1928 bis 1929 war er Geschäftsführer in der Gauleitung der NSDAP in Oldenburg; von 1929 bis 1933 übernahm er das Amt des Gauorganisationsleiters im Gau Weser-Ems. Dabei war Herzog ab 1930 hauptamtlich für die NSDAP tätig. 1933 und 1934 gab Herzog die „Oldenburgische Staatszeitung“ heraus.
Ab 1931 bis zur Abschaffung der Staatlichkeit der Länder 1933 war er Vorsitzender der NSDAP-Fraktion im Oldenburgischen Landtag. Bei der Reichstagswahl im Juli 1932 konnte er ein Mandat erringen, das er aber bei der Wahl im November 1932 wieder verlor. Ab März 1933 war er bis zum Ende des nationalsozialistischen Deutschen Reichs Mitglied des bedeutungslos gewordenen Reichstages.
Spätestens 1928 trat Herzog in die SA ein, die er im Land Oldenburg aufbaute. Er übernahm vom 1. Oktober 1928 bis zum 30. September 1929 die Führung der SA-Standarte 18 und dann anschließend bis 31. März 1931 die SA-Brigade Weser-Ems. Zudem war er vom 1. Oktober 1928 bis zum 1. April 1931 Gausturmführer für den Gau Weser-Ems, dann bis 9. August 1938 Führer der SA-Untergruppe Weser-Ems. In der SA wurde Herzog mehrfach befördert: Am 1. April 1930 zum SA-Standartenführer, am 1. April 1931 zum SA-Oberführer, am 1. April 1933 zum SA-Gruppenführer und am 9. November 1938 zum SA-Obergruppenführer. In dieser Funktion ernannte er am 15. Mai 1931 30 Bremer SA-Mitglieder zur ersten Bremer Schutzstaffel  unter Leitung von Otto Löblich.
Am 10. Juli 1934 übernahm Herzog als Nachfolger des beim sogenannten Röhm-Putsch ermordeten Edmund Heines die Führung der SA-Gruppe „Schlesien“ in Breslau. Am 1. Mai 1936 wurde er Stabsführer der Obersten SA-Führung; am 15. Juni 1939 kehrte Herzog in sein altes Amt nach Breslau zurück. Am 1. Februar 1942 wurde er Inspekteur der Gebirgs-SA.
Bei einem Kriegseinsatz an der Westfront wurde Herzog 1940 verwundet. In der Endphase des Zweiten Weltkrieges wurde Breslau im Februar 1945 von der Roten Armee eingeschlossen. Herzog verblieb im zur „Festung“ erklärten Breslau und führte dort als Kommandeur die Volkssturmeinheiten. Am Tag der Kapitulation von Breslau beging er Suizid.
Der Historiker Werner Vahlenkamp charakterisiert Herzog als ehemaligen Freikorpskämpfer, der „zu der Gruppe der besonders brutalen und fanatischen Nationalsozialisten“ gehörte und „zeitlebens kritiklos der Partei verbunden“ war.

## Auszeichnungen
- Goldenes Parteiabzeichen der NSDAP
- Dienstauszeichnung der NSDAP in Silber
- Eisernes Kreuz (1939) II. und I. Klasse
- Ritterkreuz des Eisernen Kreuzes am 15. April 1945